# Torralba de Aragón
Pour les articles homonymes, voir Torralba (homonymie).
Torralba de Aragón est une commune d’Espagne, dans la province de Huesca, communauté autonome d'Aragon comarque de Monegros.